# Pemba (Mozambique)
Pemba (en portugués: Cidade de Pemba) es una ciudad capital de la provincia de Cabo Delgado al nordeste de Mozambique, región fronteriza con Tanzania, entre las provincias de Niassa y de Nampula, región costera en el océano Índico.

## Geografía
Situada en la costa septentrional del canal de Mozambique. Posee puerto comercial y también aeropuerto.
Código Postal 201.

## Historia
El pueblo fue fundado en 1904 con el nombre de Puerto Amelia, en honor a una reina de Portugal. La ciudad posee gran influencia portuguesa, y lo demuestra en su arquitectura. Puerto Amelia fue renombrado Pemba en 1975, al terminar la ocupación portuguesa.